# Peter Selz
Peter Howard Selz (* 27. März 1919 in München; † 21. Juni 2019 in Albany, Kalifornien) war ein amerikanischer Kunsthistoriker, Museumsleiter, Ausstellungskurator und Hochschullehrer der University of California, Berkeley deutscher Herkunft.

## Leben und Werk
Peter Howard Selz (ursprünglich Hans Peter Selz) wurde als Sohn des jüdischen Augenarztes Eugen Selz (1871–1947) und seiner Ehefrau, Edith, geschiedene Weil, geborene Drey, in München geboren. Mit ihm und dem älteren Sohn Edgar Selz (München 1915–2009 Fullerton, Orange, CA, USA) emigrierte das Ehepaar 1936 angesichts der nationalsozialistischen Judenfeindlichkeit aus Deutschland in die Vereinigten Staaten.
Von 1941 bis 1946 diente Peter Selz in der Armee der Vereinigten Staaten. Seine Einbürgerung erfolgte 1942. Er war in erster Ehe von 1948 bis 1965 mit Thalia Cheronis (1925–2010) verheiratet, in zweiter Ehe ab 1983 mit Carole Schemmerling.

## Akademischer Werdegang
Selz besuchte von 1937 bis 1938 die Columbia University in New York. In dieser Zeit nahm er auch mit seinem entfernten Verwandten, dem einflussreichen Künstler, Galeristen und Mäzen Alfred Stieglitz Kontakt auf, der ihn mit vielen New Yorker und europäischen exilierten Künstlern bekannt machte.
Nach dem Krieg schrieb er sich an der University of Chicago ein und erhielt 1949 den Magistergrad (A.M.). Ein erstes Fulbright-Stipendium ermöglichte ihm einen Jahresaufenthalt von 1949 bis 1950 an der Université de Paris und der École du Louvre.
Zurückgekehrt nach Chicago arbeitete er an seiner Dissertation über das von Ulrich Middeldorf vorgeschlagene Thema, den Deutschen Expressionismus. Ein zweites Fulbright-Stipendium 1953 ermöglichte ihm, seine Studien an den Musées Royaux d’Art et d’Histoire in Brüssel fortzusetzen. 1954 promovierte er mit dem Grad eines Ph.D. bei Joshua Charles Taylor zu dem Thema German Expressionist Painting from its Inception to the First World War. Zeitgleich, von 1950 bis 1955, unterrichtete er bereits am Institute of Design in Chicago, Illinois Institute of Technology.

## Museumslaufbahn
1955 siedelte er nach Claremont in Kalifornien über und übernahm die Leitung des Fachbereichs Kunst des dortigen Pomona College sowie die Leitung der Kunstgalerie für drei Jahre.
Bereits 1958 wurde er als Kurator an das renommierte Museum of Modern Art (MoMA) in New York berufen für den Bereich Malerei- und Skulpturen-Ausstellungen. Am MoMA kuratierte er die berühmte Ausstellung „Homage to New York“ des Künstlers Jean Tinguely mit der sich selbst zerstörenden Skulptur, dazu die erste Retrospektive Auguste Rodins und 1965 eine umfassende Ausstellung der Werke von Alberto Giacometti.
1965 wurde er als Gründungsdirektor des Berkeley Art Museum an die University of California, Berkeley, berufen und leitete das Museum bis 1973. Hier kuratierte er u. a. 1966 die Ausstellung „Directions of Kinetic Sculpture“.
Neben seiner Museumstätigkeit unterrichtete er Kunstgeschichte, z. B. 1976 als Gastprofessor an der Hebräischen Universität Jerusalem im Rahmen der Sam and Ayala Zacks Visiting Lectureship oder 1987 an der City University of New York. Zusätzlich leistete er Gremienarbeit (Advisory Council of the Archives of American Art, dem National Endowment for the Humanities u. a.).
1988 wurde er an der Berkeley-Universität emeritiert.

## Kunstgeschichtliches Wirken
Selz hatte den glücklichen Vorteil, die deutschen Expressionisten oder deren Nachkommen in den 1950er Jahren noch selbst befragen zu können. Er war einer der ersten Kunsthistoriker, die den deutschen Expressionismus („Die Brücke“, „Der Blaue Reiter“) nicht nur unter dem formalistischen Aspekt einer Abfolge der Stile untersuchten, sondern als Resultat der politischen Verhältnisse. Sein Werk German Expressionism war eines der ersten zu diesem Bereich der Kunstgeschichte, das aus einer englischsprachigen Institution hervorging.
Sein Interesse, Kunst und Politik gemeinsam zu betrachten, blieb fortwährend in seinen Studien erhalten, zuletzt in seinem Werk Art of engagement (2006). Zum anderen trug er auch vermittelnd zum Verständnis der amerikanischen Kunst in Europa bei. Die mit den Kunsthistorikern Chipp, Taylor und Stiles herausgegebenen Sammelwerke künstlerischer Positionen wurden zu Standardnachschlagewerken.
Noch im hohen Alter vermittelte er in einer Vorlesung anlässlich des The Art, Technology, and Culture Colloquium am 23. Februar 2004 in Berkeley seine jahrzehntelangen Erfahrungen und seine Rolle als Professor an der New Bauhaus School von László Moholy-Nagy, als Kurator der monumentalen Jean-Tinguely-Ausstellung „Homage to New York“ 1960 im MoMA New York, als Gründungsdirektor des Berkeley Art Museum und als Kurator der bahnbrechenden Ausstellung „Directions of Kinetic Sculpture“ 1966.
Peter Selz veröffentlichte rund 20 Bücher zur Kunst des Zwanzigsten Jahrhunderts sowie zahlreiche Kritiken und Beiträge.

## Ehrungen
- 1967 Verdienstorden der Bundesrepublik Deutschland für seine Forschungen zum deutschen Expressionismus[7]

## Schriften
- German expressionist painting. University of California Press, Berkeley 1957. (Zugleich: University of Chicago, Ph.D., 1954 unter dem Titel: German expessionist painting from its inception to the First World War.).
- New images of man. With statements by the artists. [Arno Press, New York 1959] (Nachdruck: 1969).
- Art nouveau. Art and design at the turn of the century. Museum of Modern Art, New York 1959 (Nachdrucke: 1972, 1975).
- The work of Jean Dubuffet. With texts by the artist. Museum of Modern Art; Doubleday, Garden City, N. Y. [1961]. (Nachdruck: 1980, ISBN 0-405-12892-4).
- Herschel B. Chipp, Peter Selz, Joshua C. Taylor: Theories of modern art. A source book by artists and critics. University of California Press, Berkeley 1968. Vorschau auf Google Books
- Sam Francis. With an essay on his prints by Susan Einstein. Abrams, New York [1975], ISBN 0-8109-0265-6. (Nachdruck: 1982, ISBN 0-8109-0928-6).
- Art in our times. A pictorial history, 1890–1980. Abrams, New York 1981, ISBN 0-15-503473-1 (Paperback).
- Art in a turbulent era. UMI Research Press, Ann Arbor, Michigan 1985, ISBN 0-8357-1678-3.
- Chillida. Abrams, New York © 1986, ISBN 0-8109-0799-2.
- Max Beckmann. The self-portraits. Gagosian Gallery, Rizzoli, New York 1992, ISBN 0-8478-1640-0.
- Peter Selz, Fred Licht, Rodolfo Balzarotti: William Congdon. Jaca Book, Milan 1995, ISBN 88-16-60166-3
- Kristine Stiles, Peter Selz: Theories and documents of contemporary art. A sourcebook of artists' writings. University of California Press, Berkeley ©1996, ISBN 0-520-20253-8 (Paperback). (Literaturverzeichnis S. 897–956) Vorschau auf Google Books.
- Beyond the mainstream. Essays on modern and contemporary art. Cambridge University Press, Cambridge/New York 1997, ISBN 0-521-55624-4 (Paperback).
- Art of engagement. Visual politics in California and beyond. University of  California Press, Berkeley; San Jose Museum of Art, San Jose 2006. ISBN 0-520-24053-7. (Veröffentlichung in Verbindung mit einer Ausstellung im San Jose Museum of Art).
- Matthew Kangas, Peter Selz: Relocations. Selected art essays and interviews. Midmarch Arts Press, New York, NY 2008, ISBN 978-1-877675-69-0.
- Fletcher Benton. The kinetic years. Essays by Peter Selz, Collette Chattopadhyay and Diane Ghirardo. Hudson Hills Press, Manchester, Vt.  2008, ISBN 978-1-55595-295-2, ISBN 1-55595-295-X.
- Rudolf Bauer. Works on paper. Weinstein Gallery, San Francisco, CA 2010, ISBN 978-0-9790207-1-1.

Essays (Auswahl)

- Peter Selz: School of Paris in mid-century. In: Explorations in the city of light. African-American artists in Paris, 1945–1965. Studio Museum in Harlem, New York, NY ©1996.
- Peter Selz: Notes on realism(s) and the painting of Raimonds Staprans. In: Karl J. Karlstrom: Raimonds Staprans. Art of tranquility & turbulance. University of Washington Press, Seattle ©2005, ISBN 0-295-98558-5 (Paperback).
- Peter Selz: Watercolors from Feininger's American period. In: Ingrid Mössinger, Kerstin Drechsel (Hrsg.): Lyonel Feininger. Loebermann Collection: drawings, watercolors, prints. Prestel, Munich, New York ©2006. ISBN 3-7913-3767-X.
- Peter Selz: Afterwords. Geometric sculpture in equilibrium: Fletcher Benton. In: Fletcher Benton. An American artist. Hudson Hills Press, Manchester, Vt. ©2008, ISBN 978-1-55595-296-9.

Kuratierungen (Kataloge in Auswahl)

- 15 Polish painters. Doubleday, Garden City, N. Y. [1961]. (Ausstellungskatalog, Museum of Modern Art, New York).
- Mark Rothko. Doubleday, Garden City, N. Y. [1961]. (Ausstellungskatalog, Museum of Modern Art, New York. Nachdruck: 1972)
- Emil Nolde. Doubleday, Garden City, N. Y. [1963]. (Ausstellungskatalog, Museum of Modern Art, New York u. a. Nachdruck: 1980).
- Max Beckmann. Garden City, N. Y. [1964]. (Ausstellungskatalog, Museum of Modern Art, New York. Nachdruck: 1980).
- Alberto Giacometti. With an introduction by Peter Selz and an autobiographical statement by the artist. Doubleday, Garden City, N. Y. [1965]. (Ausstellungskatalog, Museum of Modern Art, New York u. a.).
- Peter Selz, George Rickey: Directions in kinetic sculptures. [University Art Museum, Berkeley 1966]. (Ausstellungskatalog, University Art Museum, Berkeley u. a.).
- Funk. University Art Museum, Berkeley, Calif. [1967]. (Ausstellungskatalog, University Art Museum, Berkeley).
- American painting, 1970.[Cincinnati 1970]. (Ausstellungskatalog, Virginia Museum of Fine Arts, Cincinnati, Ohio).
- Ferdinand Hodler. [University Art Museum, Berkeley 1972]. (Ausstellungskatalog, University Art Museum, Berkeley u. a.).
- 2 Jahrzehnte amerikanische Malerei 1920–1940. Die Kunsthalle, Düsseldorf 1979. (Wanderausstellung 1979: Städtische Kunsthalle Düsseldorf, Kunsthaus Zürich,  Palais des beaux-arts, Brüssel. Texte: Peter Howard Selz, Dore Ashton).